# Georg Cantieny
Georg Cantieny (* 11. Februar 1883 in Flensburg; † 19. Juli 1971) war ein deutscher Unternehmer.
Cantieny war nach seinem Studium zunächst bei Blohm & Voss in Hamburg und später bei der Maschinenfabrik Augsburg-Nürnberg (MAN) angestellt. Nach der Gründung der Kohlenscheidungs-Gesellschaft mbH im Jahr 1921, einem Tochterunternehmen der MAN, wurde ihm deren Geschäftsleitung übertragen, die er bis 1952 ausübte.

## Ehrungen
- 1953: Großes Verdienstkreuz der Bundesrepublik Deutschland
- Ehrensenator der Technischen Hochschule Stuttgart